# Mickey Mania: The Timeless Adventures of Mickey Mouse

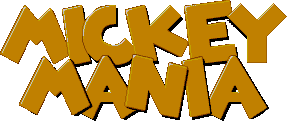
Mickey Mania Logo

'Mickey Mania: The Timeless Adventures of Mickey Mouse' é um jogo criado para plataformas 16 bits: Sega Mega Drive, Sega CD, e Super Nintendo, baseado no desenho animado do personagem da Walt Disney, Mickey Mouse. O jogo foi mais tarde lançado no PlayStation em 1996 como Mickey's Wild Adventure. Uma sequência, Mickey Mania 2, foi planejada, mas nunca foi lançada.
Os níveis do jogo são baseados nos cartoons históricos do Mickey.

## Níveis
Os níveis do jogo são baseados nos seguintes cartoons:
- Steamboat Willie (1928)
- The Mad Doctor (1933)
- Moose Hunters (1937)
- Lonesome Ghosts (1937)
- Mickey and the Beanstalk (1947)
  - The Band Concert (1935) (não incluído na versão para Super Nintendo)
- The Prince and the Pauper (1990)